# Bluff River (Prosser River)
Der Bluff River ist ein Fluss im Osten des australischen Bundesstaates Tasmanien.

## Geografie

### Flusslauf
Der 34 Kilometer lange Fluss entspringt an den Nordhängen des Baldy Hill in der Buckland Military Training Area, rund 58 Kilometer nordöstlich von Hobart. Von dort fließt er durch unbesiedeltes Land zunächst nach Westen bis zur Grenze des Truppenübungsplatzes und wendet seinen Lauf dann nach Süden. Etwa zwei Kilometer nördlich von Buckland biegt er nach Osten ab und mündet rund drei Kilometer östlich der Siedlung, am Tasman Highway (A3), in den Prosser River.

### Nebenflüsse mit Mündungshöhen
- Murphys Marsh – 286 m[1]